# هنري ليونيتي
هنري ليونيتي (بالفرنسية: Henri Leonetti)‏ هو لاعب كرة قدم فرنسي في مركز الدفاع، ولد في 6 يناير 1937 في مارسيليا في فرنسا، وتوفي في 24 فبراير 2018 في 5th arrondissement of Marseille ‏ في فرنسا. لعب مع أولمبيك مارسيليا.

## وصلات خارجية
- هنري ليونيتي على موقع قاعدة بيانات كرة القدم.إي يو (الإنجليزية)
- هنري ليونيتي على موقع عالم كرة القدم.نت (الإنجليزية)